# 布雷迪 (蒙大拿州)
布雷迪（英語：Brady）是位於美國蒙大拿州龐多雷縣的普查規定居民點。

## 歷史
布雷迪的郵局自1910年營運至今。

## 人口
根據2020年美國人口普查的數據，布雷迪的面積為8.00平方千米，皆為陸地。當地共有人口116人，而人口密度為每平方千米14.5人。